# Tuli Mons
Il Tuli Mons è una struttura geologica della superficie di Venere.